# Bolzano (prowincja)
Bolzano (oficjalnie: wł. Provincia autonoma di Bolzano, niem. Autonome Provinz Bozen, władze prowincji używają nazwy wł. Provincia autonoma di Bolzano-Alto Adige, niem. Autonome Provinz Bozen-Südtirol) – prowincja o statusie autonomii, położona w północnych Włoszech, w regionie Trydent-Górna Adyga. Obejmuje obszar Tyrolu Południowego (Górnej Adygi). Jest zamieszkana głównie przez ludność niemieckojęzyczną, a także w mniejszym stopniu przez ludność włoskojęzyczną i ladyńskojęzyczną.

## Ustrój polityczny

### Status i organy władzy
Prowincja Bozen-Südtirol wraz z prowincją Trydent wchodzi w skład regionu Trydent-Górna Adyga, będącego terytorium autonomicznym na mocy specjalnego statutu (wł. Statuto speciale per il Trentino-Alto Adige, niem. Sonderstatut für Trentino-Südtirol)) zatwierdzonego dekretem prezydenta Republiki Włoskiej z dnia 31 sierpnia 1972 roku. Zgodnie z zapisami statutu obie prowincje należące do regionu Trydent-Górna Adyga mają szczególną autonomię, przyznaną „ze względu na ich rodzaj i treść”.
Organami władzy w prowincji Bozen-Südtirol są Rada Prowincji (wł. Consiglio provinciale, niem. Landtag), rząd prowincji (wł. Giunta provinciale, niem. Landesregierung) i gubernator (wł. Presidente della Provincia, niem. Landeshauptmann). Ich siedziby znajdują się w Bolzano (niem. Bozen, lad. Bulsan).

### Rada Prowincji

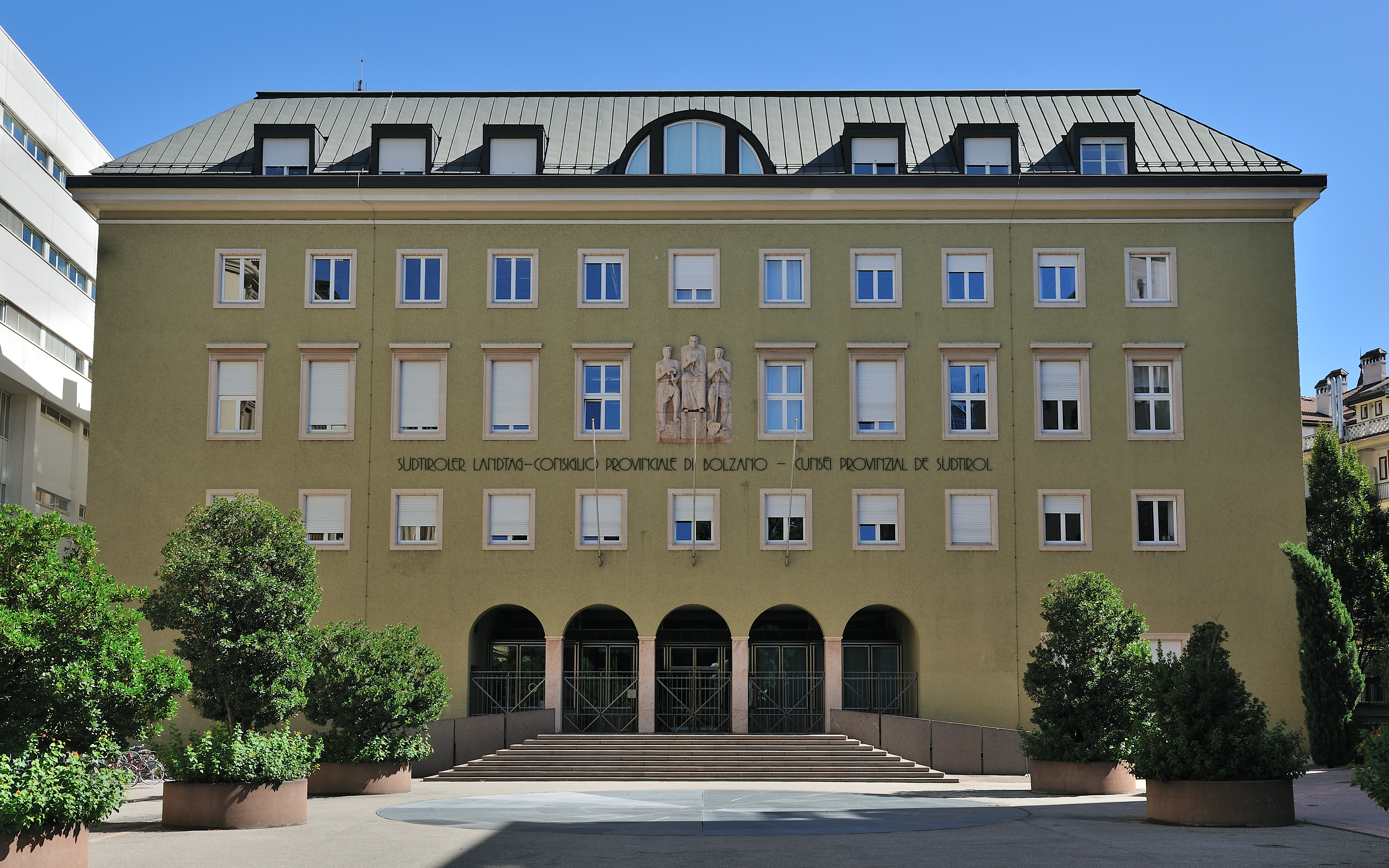
Siedziba Rady Prowincji

Rada Prowincji, będąca organem o charakterze parlamentu na mocy statutu oraz w zgodzie z konstytucją i zasadami porządku prawnego Republiki Włoskiej jest uprawniona do uchwalenia Ustawy Prowincji (rodzaj ustawy zasadniczej; wł. La legge provinciale, niem. Landesgesetz) która po zatwierdzeniu przez deputowanych bezwzględną większością głosów określa formę rządu prowincji (zwłaszcza warunki wyboru Rady Prowincji, gubernatora i rad regionalnych), relacje między organami władzy, zasady składania i zatwierdzania uzasadnionych wniosków o wotum nieufności dla gubernatora, rozpatrywanie przypadków niekwalifikowalności i niezgodności dotyczących organów, a także warunki realizowania inicjatyw obywatelskich w sprawie ustroju prowincji i organizowania referendów. Główną funkcją Rady Prowincji jest tworzenie prawa obowiązującego na terenie Bozen-Südtirol. Organ ten składa się z 35 deputowanych, którzy sprawują swój urząd przez okres 5 lat. Jest jedynym w Bozen-Südtirol organem wybieranym wyłącznie w wyborach bezpośrednich. W wyborach startują działacze zarówno partii politycznych działających wyłącznie na terenie prowincji, jak i partii ogólnowłoskich. Lokalna scena polityczna składa się z kilku partii. Najpopularniejszą i jednocześnie najstarszą z nich jest Południowotyrolska Partia Ludowa (niem. Südtiroler Volkspartei; SVP). Oprócz niej w prowincji funkcjonują także Die Freiheitlichen (pol. „Liberałowie”), Süd-Tiroler Freiheit (pol. „Wolność Południowotyrolska”; STF), BürgerUnion für Südtirol (pol. „Unia Obywatelska Tyrolu Południowego”; UfS), Team Köllensperger (pol. „Zespół Köllenspergera”) i Verdi Grüne Vërc (od 2017 roku część Europejskiej Partii Zielonych).

### Rząd prowincji

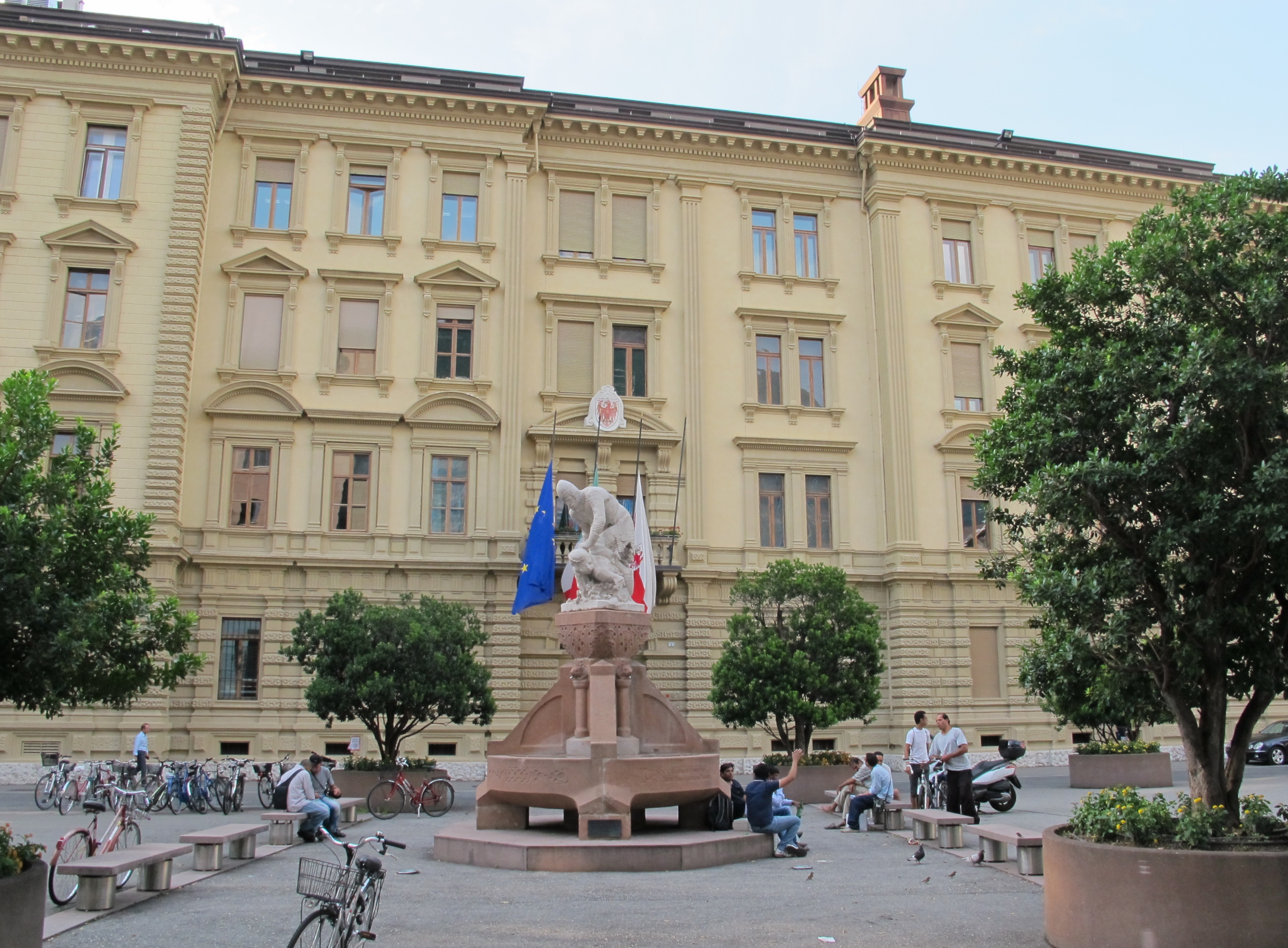
Siedziba rządu prowincji

Rząd prowincji jest organem władzy wykonawczej w Bozen-Südtirol. W jego skład wchodzi gubernator, dwóch zastępców gubernatora – jeden musi reprezentować niemiecką, a drugi włoską grupę językową oraz pewnej liczby radnych regionalnych. Gubernator i radni regionalni są wybierani przez Radę Prowincji w oddzielnych głosowaniach bezwzględną większością głosów. Następnie spośród wybranych radnych regionalnych Rada Prowincji wybiera dwóch zastępców gubernatora. Gubernator potem określa, który z zastępców przejmie jego obowiązki w przypadku niedyspozycji i przypisuje dekretem członkom rządu dziedziny, którymi będą musieli zarządzać. Skład rządu musi odzwierciedlać siłę grup językowych reprezentowanych w Radzie Prowincji. Ponadto na mocy nowelizacji Ustawy Prowincji z 31 stycznia 2001 roku mogą się w nim znajdować osoby niebędące deputowanymi Rady Prowincji. Wybór takich osób wymaga zatwierdzenia przez Radę Prowincji kwalifikowaną większością 2/3 głosów i zgody deputowanych reprezentujących tę samą grupę językową co kandydat.

## Podział administracyjny

### Gminy

Gminy prowincji

Wspólnoty okręgowe prowincji

Na terenie prowincji istnieje 116 gmin (niem. Gemeinde, wł. Comune). Poniższa tabela przedstawia gminy o powierzchni przekraczającej 100 km² (kolejność od największej do najmniejszej).
| Nazwa niemiecka    | Nazwa włoska     | Nazwa ladyńska | Powierzchnia | Populacja  | Gęstość    |
| ------------------ | ---------------- | -------------- | ------------ | ---------- | ---------- |
| Sarntal            | Sarentino        | –              | 302,50 km²   | 7145 osób  | 24 os./km² |
| Mals               | Malles Venosta   | –              | 247,11 km²   | 5272 osoby | 21 os./km² |
| Schnals            | Senales          | –              | 210,43 km²   | 1228 osób  | 6 os./km²  |
| Graun im Vinschgau | Curon Venosta    | –              | 210,37 km²   | 2389 osób  | 11 os./km² |
| Ulten              | Ultimo           | –              | 208,52 km²   | 2896 osób  | 14 os./km² |
| Ratschings         | Racines          | –              | 203,50 km²   | 4497 osób  | 22 os./km² |
| Moos in Passeier   | Moso in Passiria | –              | 194,58 km²   | 2086 osób  | 11 os./km² |
| Ahrntal            | Valle Aurina     | –              | 187,28 km²   | 6022 osoby | 32 os./km² |
| Sand in Taufers    | Campo Tures      | –              | 164,47 km²   | 5496 osób  | 33 os./km² |
| Enneberg           | Marebbe          | Mareo          | 161,34 km²   | 3081 osób  | 19 os./km² |
| Martell            | Martello         | –              | 143,82 km²   | 841 osób   | 6 os./km²  |
| Pfitsch            | Val di Vizze     | –              | 142,00 km²   | 3093 osób  | 22 os./km² |
| Stilfs             | Stelvio          | –              | 140,92 km²   | 1141 osób  | 8 os./km²  |
| Toblach            | Dobbiaco         | –              | 126,33 km²   | 3351 osób  | 27 os./km² |
| Rasen-Antholz      | Rasun Anterselva | –              | 120,92 km²   | 2917 osób  | 24 os./km² |
| Kastelruth         | Castelrotto      | Ciastel        | 117,81 km²   | 6855 osób  | 58 os./km² |
| Schlanders         | Silandro         | –              | 115,20 km²   | 6215 osób  | 54 os./km² |
| Brenner            | Brennero         | –              | 114,30 km²   | 2232 osoby | 20 os./km² |
| Deutschnofen       | Nova Ponente     | –              | 112,02 km²   | 3937 osób  | 35 os./km² |
| Ritten             | Renon            | –              | 111,48 km²   | 7955 osób  | 71 os./km² |
| Vintl              | Vandoies         | –              | 110,53 km²   | 3339 osób  | 30 os./km² |
| Laas               | Lasa             | –              | 110,11 km²   | 4045 osób  | 37 os./km² |
| Gsies              | Valle di Casies  | –              | 108,95 km²   | 2320 osób  | 21 os./km² |
| Mühlwald           | Selva dei Molini | –              | 104,52 km²   | 1432 osoby | 14 os./km² |

### Wspólnoty okręgowe
Prowincja jest również podzielona na 8 tzw. wspólnot okręgowych (niem. Bezirksgemeinschaft, wł. Comunità comprensoriale). Poniższa tabela przedstawia je wszystkie, ułożone w kolejności od największej do najmniejszej.
| Nazwa niemiecka     | Nazwa włoska            | Nazwa ladyńska | Siedziba władz | Powierzchnia | Populacja    | Gęstość      |
| ------------------- | ----------------------- | -------------- | -------------- | ------------ | ------------ | ------------ |
| Pustertal           | Val Pusteria            | Val de Puster  | Bruneck        | 2071,66 km²  | 83 114 osób  | 40 os./km²   |
| Vinschgau           | Val Venosta             | –              | Schlanders     | 1441,68 km²  | 35 974 osoby | 25 os./km²   |
| Burggrafenamt       | Burgraviato             | –              | Meran          | 1100,73 km²  | 104 216 osób | 95 os./km²   |
| Salten-Schlern      | Salto-Sciliar           | Salten-Sciliër | Bozen          | 1036,63 km²  | 50 111 osób  | 48 os./km²   |
| Wipptal             | Alta Valle Isarco       | –              | Sterzing       | 650,01 km²   | 20 457 osób  | 31 os./km²   |
| Eisacktal           | Valle Isarco            | –              | Brixen         | 623,78 km²   | 53 648 osób  | 86 os./km²   |
| Überetsch-Unterland | Oltradige-Bassa Atesina | –              | Neumarkt       | 423,60 km²   | 75 919 osób  | 179 os./km²  |
| Bozen               | Bolzano                 | Bulsan         | Bolzano        | 52,34 km²    | 107 739 osób | 2058 os./km² |

## Demografia

### Liczba ludności
Według spisu statystycznego, przeprowadzonego w 2018 roku przez instytuty ASTAT i ISTAT mającą 7400,43 km² powierzchni prowincję zamieszkiwało 531 178 osób. Gęstość zaludnienia wynosiła 72 os./km².

### Języki
Specjalny spis przeprowadzony przez ASTAT i ISTAT w 2011 roku wykazał, że przynależność do niemieckojęzycznej grupy językowej w prowincji Bozen-Südtirol zadeklarowało 310 360 osób (98,65% liczby wszystkich użytkowników języka niemieckiego w prowincji), zaś przyporządkowanie – 4244 osoby (1,35%). W przypadku grupy włoskojęzycznej było to odpowiednio: 115 161 osób (97,49% liczby wszystkich użytkowników języka włoskiego) i 2959 osób (2,51%), z kolei ladyńskojęzycznej: 20 126 osób (97,95% liczby wszystkich użytkowników języka ladyńskiego) i 422 osoby (2,05%).
W skali całej populacji prowincji rozkład procentowy poszczególnych grup językowych przedstawiał się w 2011 roku następująco:
- 69,64% posługujących się językiem niemieckim na zasadzie przynależności i 55,66% tych, którzy używają go według kryterium przyporządkowania, co daje w sumie 69,41% wszystkich niemieckojęzycznych osób.
- 25,84% posługujących się językiem włoskim na zasadzie przynależności i 38,81% tych, którzy używają go według kryterium przyporządkowania, co daje w sumie 26,06% wszystkich włoskojęzycznych osób.
- 4,52% posługujących się językiem ladyńskim na zasadzie przynależności i 5,53% tych, którzy używają go według kryterium przyporządkowania, co daje w sumie 4,53% wszystkich ladyńskojęzycznych osób.

Grupy językowe we wszystkich gminach prowincji na podstawie spisu z 2011 roku

Niemieckojęzyczni mieszkańcy prowincji stanowili większość w 103 gminach. Największy ich odsetek, wynoszący dokładnie 100% występował w gminie Martell. Na drugim miejscu pod tym względem znalazła się gmina Rodeneck (99,65% liczby wszystkich mieszkańców), zaś na trzecim – gmina Moos in Passeier (99,58%). Ogółem liczba ludności posługującej się językiem niemieckim w 26 gminach przekraczała 98%, w 64 gminach była wyższa niż 95%, zaś w 77 gminach przewyższała wartość 90%.
W 8 gminach przewagę liczebną miała ludność ladyńskojęzyczna. Te gminy to: La Val (97,66% liczby wszystkich mieszkańców), San Martin de Tor (96,71%), Badia (94,07%), Mareo (92,09%), Santa Cristina Gherdëina (91,40%), Sëlva (89,74%), Corvara (89,70%) i Urtijëi (84,19%).
5 gmin było zamieszkanych w większości przez ludzi posługujących się językiem włoskim. Były to: Bolzano (73,80% liczby wszystkich mieszkańców), Laives (71,50%), Bronzolo (62,01%), Salorno (61,85%) i Vadena (61,50%).